# Franziska Becskehazy
Franziska Amalia Lustosa Becskehazy (Rio de Janeiro, 7 de fevereiro de 1966) é uma esquiadora brasileira. Ela atualmente mora na Noruega.
Franziska representou o Brasil no Mundial de Ski Cross Country em 2005, que foi o primeiro no qual o Brasil participou, chegando em 44.° posição, entre 47 concorrentes, na modalidade de 10 km. Apesar disso, ela ainda detém a melhor posição do Brasil nessa modalidade.